# Contea di Meru
La contea di Meru è una della 47 contee del Kenya situata nell'ex provincia Orientale.